# Super Mario 64 DS
Super Mario 64 DS (japanischer Originaltitel: スーパーマリオ 64 DS, Sūpā Mario Rokujūyon Dī Esu), ursprünglich Super Mario 64×4 genannt, ist ein 3D-Jump-’n’-Run und ein Launchtitel des Nintendo DS, einer Handheld-Konsole des japanischen Herstellers Nintendo. Das Spiel ist ein Remake des Nintendo-64-Launchtitels Super Mario 64 und erschien in Europa am 11. März 2005.

## Handlung
Prinzessin Peach schreibt einen Brief an Mario und lädt ihn zum Kuchenessen in ihr Schloss ein. Auch Luigi und Wario erfahren davon und so rennen die drei gemeinsam zum Schloss. In diesem wartet Bowser auf sie und sperrt sie und die Prinzessin in Gemälde ein, raubt sämtliche Power-Sterne, 150 an der Zahl, und versteckt auch diese in Gemälden.
Yoshi, der derweil geschlafen hat, wird von Lakito, einem freundlichen Lakitu, aufgeweckt und von diesem beauftragt, nach den Verschwundenen zu suchen. Als er das Schloss betreten will, scheitert er an der versperrten Eingangstür. Derselbe Lakito erzählt ihm, er habe einen Hasen gesehen, der den Schlüssel bei sich hätte.
Yoshi gelingt es, den Hasen einzufangen, woraufhin dieser den Schlüssel aushändigt. Nachdem er das Schloss betreten hat, erzählt ihm ein Toad von den Vorkommnissen im Schloss und sagt, dass er die Helden zuletzt gesehen habe, als sie in das Bob-omb-Gemälde gesprungen seien. Yoshi entscheidet sich, zu helfen und die Vermissten zu suchen.
Yoshi beginnt, Power-Sterne zu sammeln, und rettet schließlich zuerst Mario, dann Luigi und zum Schluss Wario. Gemeinsam sammeln sie die restlichen Power-Sterne und kämpfen zweimal gegen Bowser. Nachdem 80 Sterne gefunden sind, tritt Mario ein drittes und letztes Mal gegen Bowser an. Ist dieser besiegt, so erhält Mario einen Großen Stern, fliegt eine Ehrenrunde um die Kampfarena und landet schließlich vor dem Schloss neben seinen wartenden Freunden. Mithilfe des Großen Sternes kann Prinzessin Peach aus dem großen Gemälde oberhalb des Eingangs befreit werden. Alle vier rennen zu ihr, sie bedankt sich und küsst Mario. Dann sagt sie, sie habe einen Kuchen für ihre Helden gebacken, woraufhin sie gemeinsam ins Schloss gehen.

## Unterschiede
Die größten Neuerungen im Vergleich zum Original für den Nintendo 64 sind die 30 zusätzlichen Sterne und die Auswahlmöglichkeit unter den vier Charakteren. Drei davon müssen in drei neuen Kursen, in denen man gegen drei neue Endgegner kämpft, freigeschaltet werden. Waren in Super Mario 64 noch sämtliche Boxen mit Ausrufezeichen versehen und tauchten in vier unterschiedlichen Farben auf, so sind im Remake nur noch gelbe Boxen mit Ausrufezeichen zu finden, die Münzen, Koopa-Panzer, 1-Up-Pilze oder Sterne enthielten, und rote Boxen mit Fragezeichen, die eine Power-Blume, eine Feder oder ein Bob-omb enthalten. Im Original gab es drei Schalterpaläste, in denen man jeweils die roten, grünen und blauen Ausrufezeichen-Blöcke freischaltete, die gelben waren von Anfang an verfügbar, im Remake gibt es nur noch einen, welcher die Fragezeichen-Blöcke aktiviert. Im Nintendo-64-Spiel konnte Mario durch das Aufsetzen verschiedener Kappen, die er aus den verschiedenfarbigen Boxen mit Ausrufezeichen erhielt, verschiedene Verwandlungen annehmen. Darunter befand sich die Titan-Verwandlung, die es ihm erlaubte, unter Wasser zu laufen; weiterhin konnte er unsichtbar werden und durch Mauern und Zäune laufen. Mit der Flügelkappe konnte er fliegen. In Super Mario 64 DS gibt es mit der Power-Blume ein Power-Up, das die Kappen ersetzt. Je nachdem, welcher Charakter sie berührt, hat sie eine andere Wirkung. Luigi wird beispielsweise unsichtbar, während Wario die Titan-Verwandlung annimmt. Mario wird durch die Power-Blume zu einem Ballon und kann schweben, die Flügelkappe wurde durch eine Feder ersetzt, die er manchmal anstelle einer Power-Blume in einer Fragezeichen-Box findet.
Das Spiel wurde auch in Sachen Bild, Ton und zweiten Bildschirm an den Nintendo DS angepasst, des Weiteren gibt es nun Minispiele und einen Mehrspieler-Modus, während das Original nur einen Einzelspieler-Modus zu bieten hatte.

## Gameplay
Wie in Super Mario 64 werden die meisten Welten („Kurse“) durch das Springen in bestimmte Gemälde im Schloss betreten; es können aber im Remake 150 Sterne, also 30 Sterne mehr als im Vorgänger, gesammelt werden. Der Spieler kann sich im Schloss, das den Ausgangspunkt darstellt, und in den Kursen frei bewegen, es gibt keine vorgegebenen Wege und kein Zeitlimit. Insgesamt gibt es 15 Hauptkurse, in denen es je acht Sterne zu finden gibt. Es gibt pro Kurs stets sieben Missionen, die es zu erfüllen gilt, um an den Stern zu kommen, den achten Stern eines jeden Kurses bekommt man durch das Sammeln von 100 Münzen.
Im Vorgänger gab es je sechs Missionen pro Kurs, in der im Remake neu hinzugekommenen Mission muss immer entweder ein Sternschalter betätigt werden, damit irgendwo für eine begrenzte Zeit ein Stern erscheint, oder es sind fünf silberne Sterne zu sammeln, wodurch man einen Power-Stern erhält. Auf dem Touchscreen wird eine Übersichtskarte angezeigt, auf der auch die Position des Sternes markiert ist.
Zu Beginn steuert man nur Yoshi, im Laufe des Spieles werden Mario, Luigi und Wario als spielbare Charaktere freigeschaltet. Jeder dieser Charaktere ist von einem Bossgegner eingesperrt worden, welcher besiegt werden muss. Mario, der als erster befreit werden muss, wurde von Gumboss, dem Anführer der Gumbas, gefangen genommen. Luigi wurde von König Buu Huu, dem Herrscher über die Buu Huus, eingesperrt und um Wario zu befreien, muss Chief Chilly, der Chef der Bullys, dreimal aus der Kampfarena gestoßen werden, woraufhin er in das umgebende eiskalte Wasser fällt.
Im Laufe des Spiels kämpft man dreimal gegen Bowser. Um sich Bowser das erste Mal stellen zu können, benötigt man mindestens 12 Sterne und muss Mario befreit haben. Nur dieser kann die Tür, hinter der sich das Portal zum Kurs, in dem der Kampf stattfindet, befindet, öffnen. Bowser wird besiegt, indem man ihn an seinem Schwanz packt und per Steuerkreuz oder Stylus herumschleudert, um ihn schließlich in eine der Minen am Rande der Kampfarena zu werfen. Auch im nächsten Kampf, für den mindestens 30 Sterne erforderlich sind, wird Bowser auf diese Art besiegt. Im finalen Kampf, der ab 80 Sternen bestreitbar ist, muss Bowser hingegen dreimal gegen eine Mine geworfen werden, ehe er besiegt ist.
Um den Charakter zu wechseln, betritt man im Charakter-Raum rechts im ersten Stock des Schlosses die dem gewünschten Charakter entsprechende Tür. Insgesamt gibt es vier Türen, von denen drei durch ein darüber angebrachtes Emblem je einem Charakter zugeordnet sind, hinter der vierten Tür befindet sich nur ein Power-Stern. Will man mit Yoshi spielen, so betritt man die Tür des Charakters, den man gerade spielt. Auch innerhalb eines Kurses ist es möglich, den Charakter zu wechseln, dazu gibt es in jedem Kurs die Mützen von Mario, Luigi und Wario zu finden. Setzt man nun eine Mütze auf, so lt man sich in den entsprechenden Charakter und erhält dessen Fähigkeiten, jedoch nicht deren Stimme. Sobald man allerdings durch einen Gegner Schaden nimmt oder den Kurs verlässt, verwandelt man sich wieder in den ursprünglichen Charakter zurück. Eine Ausnahme ist Yoshi: Betritt man einen Kurs mit einem der drei anderen Charaktere, so ist es nicht möglich, sich in Yoshi zu verwandeln, da es für ihn keine Mütze gibt.
Jeder Charakter hat individuelle Fähigkeiten, so kann Mario einen Wandsprung durchführen, Luigi kurzzeitig über Wasser laufen und Wario besonders kräftig schlagen und somit auch massivere Gegenstände wie schwarze Mauerblöcke zerstören, und Yoshi kann mithilfe seiner langen Zunge Gegner verschlingen und daraus Eier machen, die anschließend auf andere Gegner geworfen werden können. Darüber hinaus hat jeder Charakter zusätzliche Fähigkeiten, die durch das Aufsammeln einer Power-Blume, die die Mützen aus Super Mario 64 ersetzt, errungen werden. Berührt Mario eine Power-Blume, so bläst er sich zu einem Ballon auf und kann für kurze Zeit schweben, Luigi wird unsichtbar und kann durch bestimmte Wände gehen, Wario wird zu Metall-Wario und kann unter Wasser und auf Lava laufen und Yoshi kann Feuer spucken und damit Gegner besiegen und Eisblöcke schmelzen. Außerdem gibt es eine Feder als Power-Up, mit der man fliegen kann. Während im Einzelspielermodus nur Mario die Feder bekommen kann, kann sie im Mehrspielermodus jeder benutzen.

### Steuerung
Es gibt drei verschiedene Steuerungsmodi, die über die Select-Taste des Nintendo DS eingestellt werden können.
1. Im Standard-Modus wird der Charakter mit dem Steuerkreuz gesteuert. Sprünge werden mit B ausgeführt, mit A wird attackiert, R dient zum Ducken und mit L wird die Kamera hinter dem Spieler zentriert.
2. Im Touch-Modus wird der Charakter über den Touchscreen gesteuert, die Kamera wird mit dem Steuerkreuz ausgerichtet, Sprünge, Attacken und das Ducken werden weiterhin mit den Buttons ausgeführt.
3. Im Zweihand-Modus wird der Charakter über den Touchscreen gesteuert, ebenso wie die Kamera. Sprünge, Attacken und das Ducken werden entweder mit den Buttons oder mit dem Steuerkreuz ausgeführt, die Schultertasten werden nicht benutzt.[2]

## Minispiele
In Super Mario 64 DS gibt es insgesamt 36 Minispiele, die alle über den Touchscreen des Nintendo DS bedient werden. Diese Minispiele sind in vier Kategorien zu je neun Spielen eingeteilt sind. Diese vier Kategorien sind den vier spielbaren Charakteren Yoshi, Mario, Luigi und Wario zugeordnet, wobei Yoshis Minispiele puzzleartig sind, Luigi Karten- und Casinospiele bietet und Marios und Warios Minispiele Action-Spiele sind. Zu Beginn hat man nur zwei Spiele pro Charakter zur Verfügung, alle weiteren werden durch das Fangen von Hasen im Abenteuer-Modus freigeschaltet. Einige Minispiele wurden ins Spiel New Super Mario Bros. übernommen.

## Mehrspielermodus
Super Mario 64 DS verfügt über einen Multiplayer-Modus für bis zu vier Spieler. Dieser wird über das DS-Downloadspiel realisiert, ein Multi-Karten-Spiel ist nicht möglich bzw. notwendig. Es geht darum, die meisten der insgesamt fünf Power-Sterne in einem Level vor Zeitablauf zu sammeln. Die Sterne befinden sich, mit Ausnahme von Peachs Rutschbahn, stets in „Sternensphären“, dabei handelt es sich um Kristallkugeln, die durch Schläge oder Sprünge zerstört werden können. Wurde ein Stern eingesammelt, so erscheint kurz darauf ein neuer Stern, was den Spielern mit der Nachricht „Es ist ein neuer ★ erschienen“ auf dem Topscreen des Nintendo DS mitgeteilt wird. Man kann seinen Gegnern Sterne wieder wegnehmen, indem man sie attackiert. Mario, Luigi und Wario können Schläge austeilen, Yoshi hingegen kann Gegner fressen. Dabei ist zu beachten, dass ein Yoshi nur einen anderen Yoshi schlucken kann, nicht jedoch z. B. einen Mario. Zu Beginn sind alle Spieler verschiedenfarbige Yoshis, ein jeder kann sich durch das Einsammeln von einer der drei Mützen in den entsprechenden Charakter verwandeln.

## Entwicklung
Super Mario 64 DS wurde von Nintendo Entertainment Analysis and Development entwickelt und ist ein Remake des Nintendo-64-Launchtitels Super Mario 64. Die 3D-Engine des Remakes verwendet viele grafische Effekte des Originalspiels, so werden beispielsweise die spritebasierten Bäume wieder transparent, wenn sich die Kamera ihnen zu sehr annähert. Änderungen bezüglich der Grafik betreffen die höhere Anzahl an Polygonen für Charakter-Modelle, und das Fehlen von Texturenfiltern. Das Spiel wurde erstmals als Mehrspieler-Demoversion unter dem Namen Super Mario 64×4 auf der Electronic Entertainment Expo 2004 gezeigt, noch bevor der Nintendo DS erschienen war. Auf der Nintendo-DS-Entwicklerkonferenz am 7. Oktober 2004 wurde das Spiel erneut gezeigt, diesmal unter dem finalen Titel Super Mario 64 DS, das Spiel war zu diesem Zeitpunkt zu 90 % fertig und enthielt auch bereits Minispiele. Im Haupt-Spielmodus, dem Einzelspieler-Abenteuer, spielte man nun mit vier verschiedenen Charakteren, nämlich Yoshi, Mario, Luigi und Wario, die unterschiedliche Eigenschaften erhielten. Yoshi konnte beispielsweise Gegner mithilfe seiner langen Zunge verspeisen und in Eier verwandeln, die dann auf andere Gegner geschossen werden konnten. Ein Multiplayer-Modus wurde hingegen nicht gezeigt.
Als die Veröffentlichung des Spieles näher rückte, wurde der Release-Plan vieler DS-Spiele geändert. Es wurden viele Titel verschoben, andere sollten nun vor dem Release des Nintendo DS erscheinen, nur Super Mario 64 DS erschien gleichzeitig mit dem Nintendo DS.
Koji Kondo komponierte die Musik für das Spiel. Die Synchronsprecher von Super Mario 64 sprachen auch für dieses Spiel, Kazumi Totaka kam neu hinzu und vertonte Yoshi.